# Ida van Dugteren

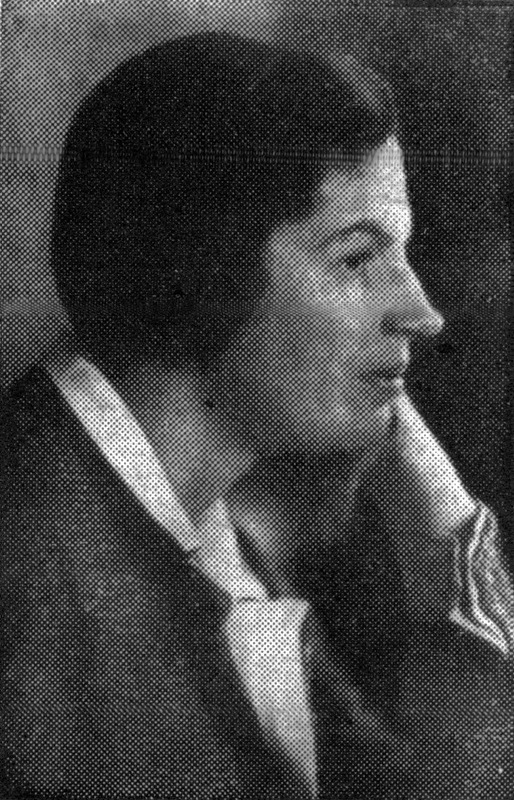
Portret van Ida Maria van Dugteren, secretaresse van de Volksuniversiteit te Rotterdam, 1930s

Ida Maria van Dugteren (Rotterdam, 14 januari 1892 – Lunteren, 7 augustus 1961) was een Nederlands secretaresse en verzetsstrijder.
Zijn was dochter van Ida Maria Scot en arts/dermatoloog Benjamin Gerhard Eliza Wessel van Dugteren. Ze was sinds 1895 halfwees in verband met het overlijden van haar moeder. Zelf bleef ze ongetrouwd.
Haar opleiding bestond uit een afgebroken studie aan het gymnasium en studies staatsinrichting (1915 MO-diploma) en economie. Ondanks dat ze zichzelf niet geschikt achtte voor het beroep onderwijzers bekleedde ze die functie wel aan een Hogereburgerschool en handelsschool in Vlissingen. Ze werkte enige tijd op het secretariaat van Floor Wibaut (afdeling levensmiddelen) in Amsterdam, groeide uit tot adjunct-commies. Ook zat ze op de administratie van de vrouwenbeweging Dordrecht..
Zij was, er zelf gaan studerend, meer dan 40 jaar secretaresse werkend bij en voor de Volksuniversiteit Rotterdam (1918-1960) als ook de Bond van Nederlandse Volksuniversiteiten. In 1960 werd ze “toegelaten” tot het bestuur, nog geen jaar later overleed ze. Voor de genoemde instantie organiseerde zijn tal van bezigheden op het gebied van culturele ontwikkeling en studies voor degenen die buiten de boot dreigden te vallen. Tijdens de Nederland in de Tweede Wereldoorlog organiseerde zij vaak in de illegaliteit toneel- en muziekuitvoeringen, waarvoor zijzelf ook de mensen moest weten te vinden; ze stond toen te boek als “wandelend impresariaat”. Ook bood ze het Rotterdams verzet met onder meer Niek Erkens een plaats om te schuilen en een plek om wapens op te slaan; ze has onderduikers in huis, spioneerde en bekostigde een illegale zender. De Duitse bezetter kreeg haar in Lunteren te pakken en sloot haar op in gevangenissen in Arnhem, Haren, Oranjehotel in Scheveningen (april-juni 1943)  en ten slotte Utrecht, Gansstraat. Een Duitse advocaat die ze tijdens de kostschool had leren kennen wist haar in augustus vrij te krijgen, waarop ze direct weer onderdook en in de illegaliteit dook; ze verzorgde van daaruit vervalste persoonsbewijzen en werkte mee aan illegale bladen.  
Ze ondernam daarbij menig activiteit om de universiteit een brede basis te geven en werkte ook voor de Radio Volksuniversiteit Holland vanuit het Huis van Hoboken. 
Ze was aangesloten bij de Soroptimistische beweging.

## Eerbetoon
Ze kreeg de Rotterdamse sociaal-culturele Paul Nijgh-penning, een penningen van Leuve en Maze en in 1959 de Zilveren Anjer . Ze was ridder in de Orde van Oranje-Nassau en had ook het Belgisch Oorlogskruis 1940 en de Medaille van de Weerstand. Ze werd rond 1959 geportretteerd door Paul Citroen (2024 hangend in het gebouw aan de Heemraadsingel. Ook was zij in het bezit van certificaten uit de verenigde Staten en het Verenigd Koninkrijk voor hulp aan piloten etc. Rotterdam heeft een Ida van Dugterenstraat.
Ze overleed op m 69-jarige leeftijd na een lang ziekbed en werd begraven op de Allgemene Begraafplaats Utrecht.